# Головина, Вера Леонидовна
Ве́ра Леони́довна Головина́ (17 мая 1902, Карачев — 1988, Москва) — советская драматическая актриса театра и кино.
Принадлежала к дворянскому роду, родилась в семье офицера.

## Биография
В 1920 году поступила в театральную студию под руководством Евг. Вахтангова, став его ученицей, а после его кончины вошла в число тех, кто отстаивал независимость студии от МХТа и в конце концов в 1926 году добился для своей труппы статуса театра. Однако, сложности с руководством в театре Вахтангова на этом не закончились. Несколько лет театр возглавлял художественный совет, но коллективное руководство в театре не может существовать долго. Наметились два основных претендента на должность главного режиссёра: Борис Захава и Рубен Симонов. Оба талантливы, оба ставили интересные спектакли, оба стремились сохранить традиции своего педагога — Евг. Вахтангова. Каждый, как режиссёр, имел свои предпочтения среди актёров. Вера Головина занимала сторону Б. Захавы. В 1939 было подписано правительственное решение о назначении главным режиссёром театра им. Вахтангова Р. Н. Симонова. Тем не менее, Б. Захава продолжал работать в театре. Отголоски этого раздора продолжались ещё очень долго. Два мастера не всегда могли согласиться друг с другом даже через двадцать лет, в 1958 году. В результате нового витка этих сложных отношений Вера Головина, как сторонница Б. Захавы, в 1958 году была уволена из театра, попав под сокращение штата.
Больше она на театральную сцену не выходила. Снялась в нескольких фильмах в небольших ролях и эпизодах.

## Творчество

### Театральные роли
- 1921 — «Вечер А. П. Чехова» по произведениям А. П. Чехова, постановка Евг. Вахтангова («Свадьба») — Тапёрша
- 1924 — «Лев Гурыч Синичкин» Д. Т. Ленского. Режиссёр: Р. Н. Симонов — Лиза и Актриса Варя
- 1925 — «Виринея» Л. Н. Сейфуллиной. Режиссёр: А. Д. Попов — Козлиха и Фёкла
- 1926 — «Зойкина квартира» М. А. Булгакова. Режиссёр: А. Д. Попов — Мымра, Манюшка и первая дама
- 1927 — «Барсуки» Л. Леонова. Режиссёр: Б. Е. Захава — Анна Брыкина
- 1928 — «На крови» С. Д. Мстиславского, Р. Н. Симонов — Даша
- 1929 — «Заговор чувств» Ю. Олеши. Режиссёр: А. Д. Попов — Лизанька
- 1933 — «Интервенция» Л. Славина. Режиссёр: Р. Н. Симонов — Уэт Арманд
- 1934 — «Дорога цветов» Катаева. Режиссёры: О. Н. Басов, И. М. Рапопорт — Поля
- 1935 — «Аристократы» Н. Погодина. Режиссёр: Б. Е. Захава' — Фефёла
- 1937 — «Без вины виноватые» А. Н. Островского. Режиссёр: И. М. Рапопорт — Аннушка и Галчиха
- 1940 — «Фельдмаршал Кутузов» В. А. Соловьева. Режиссёр: Н. П. Охлопков — помещица

### Роли в кино
- 1971 — Достояние республики
- 1971 — Нам некогда ждать — мать Орлова
- 1973—1983 — Вечный зов — меломан; эвакуированная
- 1974 — Пусть он останется с нами
- 1975 — Это мы не проходили — учительница химии

## Награды
- Медаль «За трудовую доблесть» (16 декабря 1946)[3]